# رود مورش
رود مورش (تلفظ رومانیایی: [ˈmureʃ]؛ مجاری: Maros; تلفظ مجاری: [ˈmɒroʃ]؛ لاتین: Marisus; صربی: Moriš؛ Мориш؛ آلمانی: Mieresch; Marosch یا Muresch; ترکی استانبولی: Maroş یا Muriş) رودی است با ۷۸۹-کیلومتر  طول (۴۹۰-مایل) که به تیسا می‌ریزد. این رود از کشورهای رومانی و مجارستان می‌گذرد.

## نگارخانه

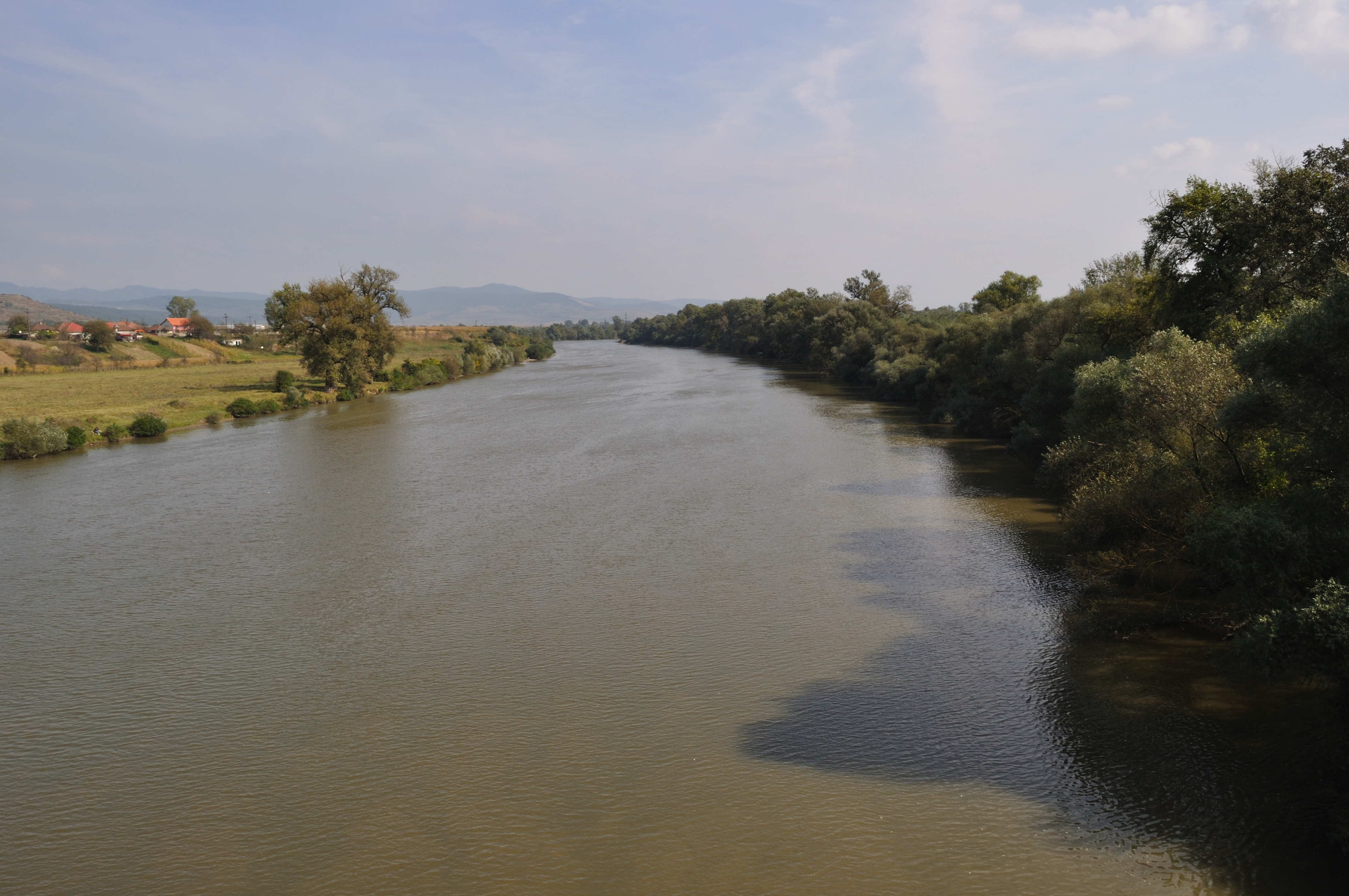
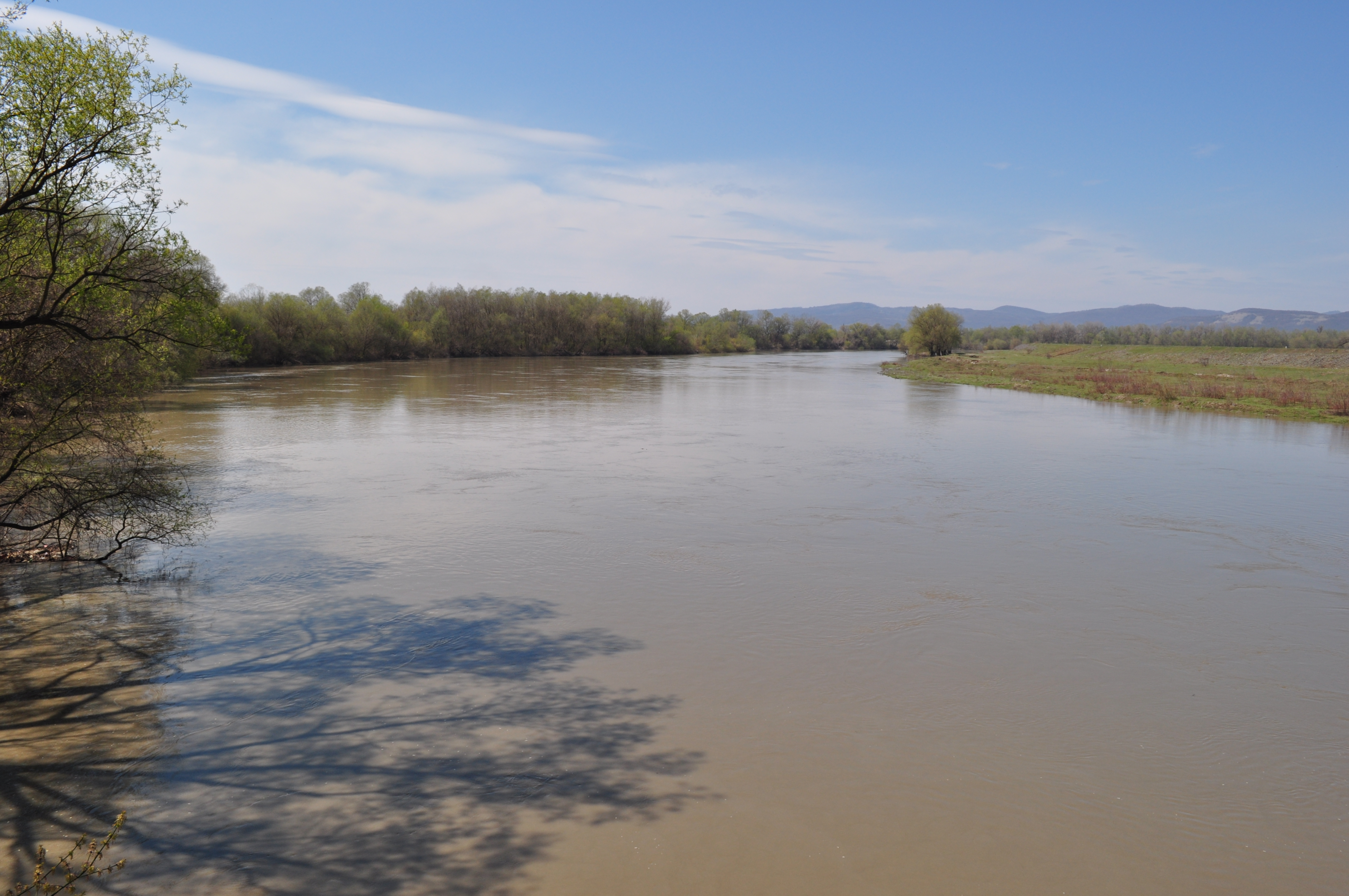
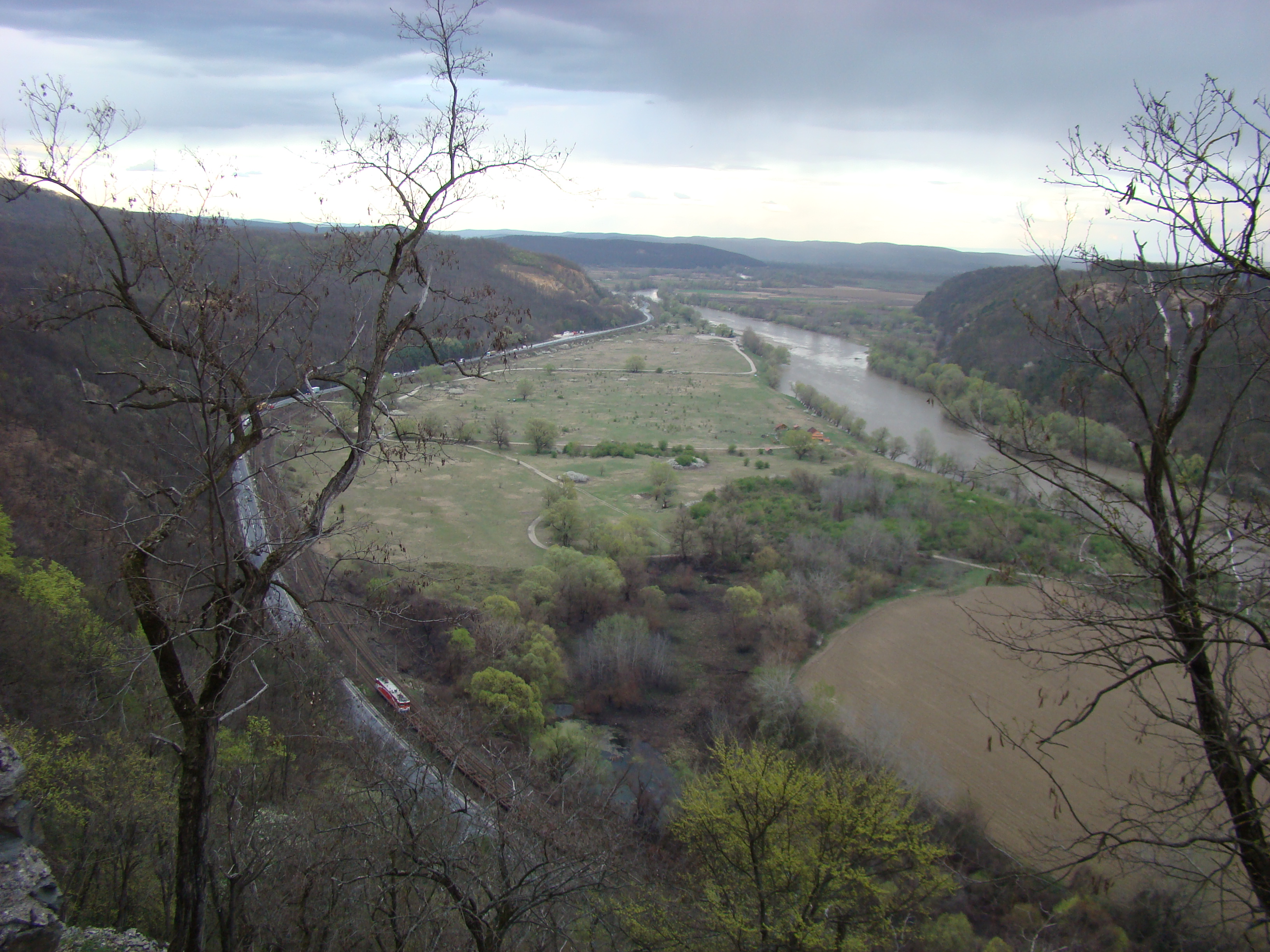